# 블랙야크아이앤씨
주식회사 블랙야크아이앤씨는 BYN블랙야크를 모회사로 둔 신발 회사이다.

## 내용주
1. ↑  미래에셋비전기업인수목적1호(주)와의 합병을 통하여 코스닥 시장에 상장